# Larisa Lazutina
Larisa Jevgenjevna Lazutina, född Ptitsyna (ryska: Лариса Евгеньевна Лазутина (Птицына) den 1 juni 1965 i Kondopoga, är en rysk (karelsk) före detta längdskidåkare.
Lazutina tillhör de mer framgångsrika kvinnliga ryska längdskidåkarna under 1990-talet med totalt 22 mästerskapsmedaljer. Vidare har Lazutina 62 pallplatser i världscupen. Under OS i Salt Lake City 2002 visade det sig att Lazutina var dopad och hon blev diskvalificerad. 